# Aristeas ze Stratoniki
Aristeas ze Stratoniki (gr. Ἀριστέας) – starożytny grecki atleta pochodzący ze Stratoniki w Karii, olimpijczyk. Jeden z siedmiu atletów w historii, którym udało się zdobyć w Olimpii prestiżowy tytuł paradoksonikes, zwyciężając jednocześnie w zapasach i pankrationie. Wyczynu tego dokonał na igrzyskach w 13 roku n.e.